# SoftBank 007HW
Vision SoftBank 007HW（ヴィジョン ソフトバンク007HW）はファーウェイ（華為技術）が開発しソフトバンクモバイルが販売するW-CDMA及びGSM通信方式に対応するAndroidをOSに搭載したスマートフォン。

## 概要
- 世界初のラウンドガラスタッチパネル搭載スマートフォン。Huawei Visionの日本ローカライズモデルである。

## 歴史
- 2011年8月22日 - ソフトバンクモバイルより発表。
- 2011年9月16日 - 発売。
- 2012年2月3日 - ウィルコムよりWX01NX(オンラインショップでの購入時のみ、WX130Sのサクラも可)との抱き合わせ販売を発表。
- 2012年2月10日 - ウィルコムより発売。

## 対応サービス・機能
- Android 2.3搭載

| 主な対応サービス         | 主な対応サービス                   | 主な対応サービス     | 主な対応サービス |
| ------------------------ | ---------------------------------- | -------------------- | ---------------- |
| S!一斉トーク             | S!ともだち状況                     | Twitter              |                  |
| S!ループ                 | S!タウン                           | S!速報ニュース       |                  |
| PCサイトダイレクト       | 電子コミック                       | S!アプリ             |                  |
| 着うたフル／着うた       | デコレメール（受信のみ）           | S!電話帳バックアップ |                  |
| S!FeliCa                 | ミュージックプレイヤー             | GPS                  |                  |
| コンテンツおすすめメール | TVコール                           | 世界対応ケータイ     |                  |
| ワンセグ                 | 3G ハイスピード （下り最大14Mbps） | S!おなじみ操作       |                  |